# فدراسیون فوتبال نیجر
فدراسیون فوتبال نیجر (فرانسوی: Fédération Nigerienne de Football, FNFB‎) نهاد اداره‌کننده مسابقات فوتبال و فوتسال در کشور نیجر است.
این فدراسیون که در سال ۱۹۶۱ تأسیس شده عضو کنفدراسیون فوتبال آفریقا و فیفا نیز می‌باشد و مقر آن در شهر نیامی است.